# Jean-Michel Couve

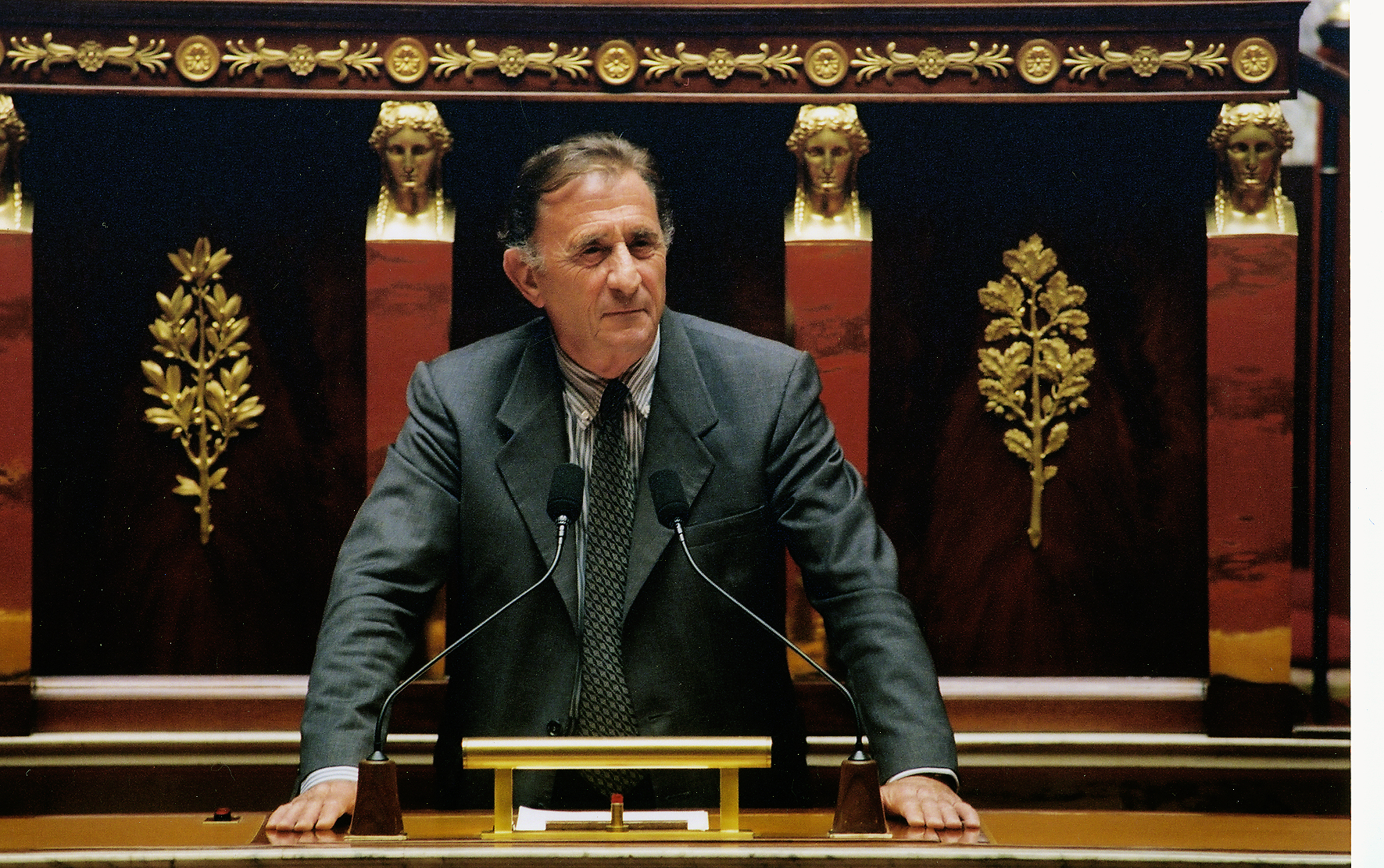
Couve in der Nationalversammlung (2006)

Jean-Michel Couve (* 3. Januar 1940 in Le Muy) ist ein französischer Politiker. Er ist seit 1986 Abgeordneter der Nationalversammlung.
Couve ging in Cannes zur Schule und studierte in Marseille Medizin. Ab 1971 war er in Saint-Tropez als Kardiologe tätig. 1977 zog er dort in den Stadtrat ein und wurde 1983 zum Bürgermeister gewählt. Als dieser wurde er 1989 abgewählt, 1993 aber wiedergewählt und behielt das Amt bis 2008. Nachdem er unmittelbar zuvor seinen Posten im lokalen Krankenhaus aufgegeben hatte, zog er 1986 für die Gaullisten in die Nationalversammlung ein. Von 1992 bis 2001 war er parallel zu seinem Abgeordnetenmandat Mitglied des Generalrats im Département Var und beschäftigte sich im Besonderen mit Tourismusangelegenheiten. Als Abgeordneter der Nationalversammlung wurde er mehrfach wiedergewählt. 2002 schloss er sich der neugegründeten Partei UMP an. Couve zählte Ende November 2012 zu rund 70 Abgeordneten, die sich mit ihrem Anführer François Fillon von der UMP-Fraktion im Parlament abspalteten und eine eigene Fraktion unter dem Namen R-UMP gründeten.